# Hiberus

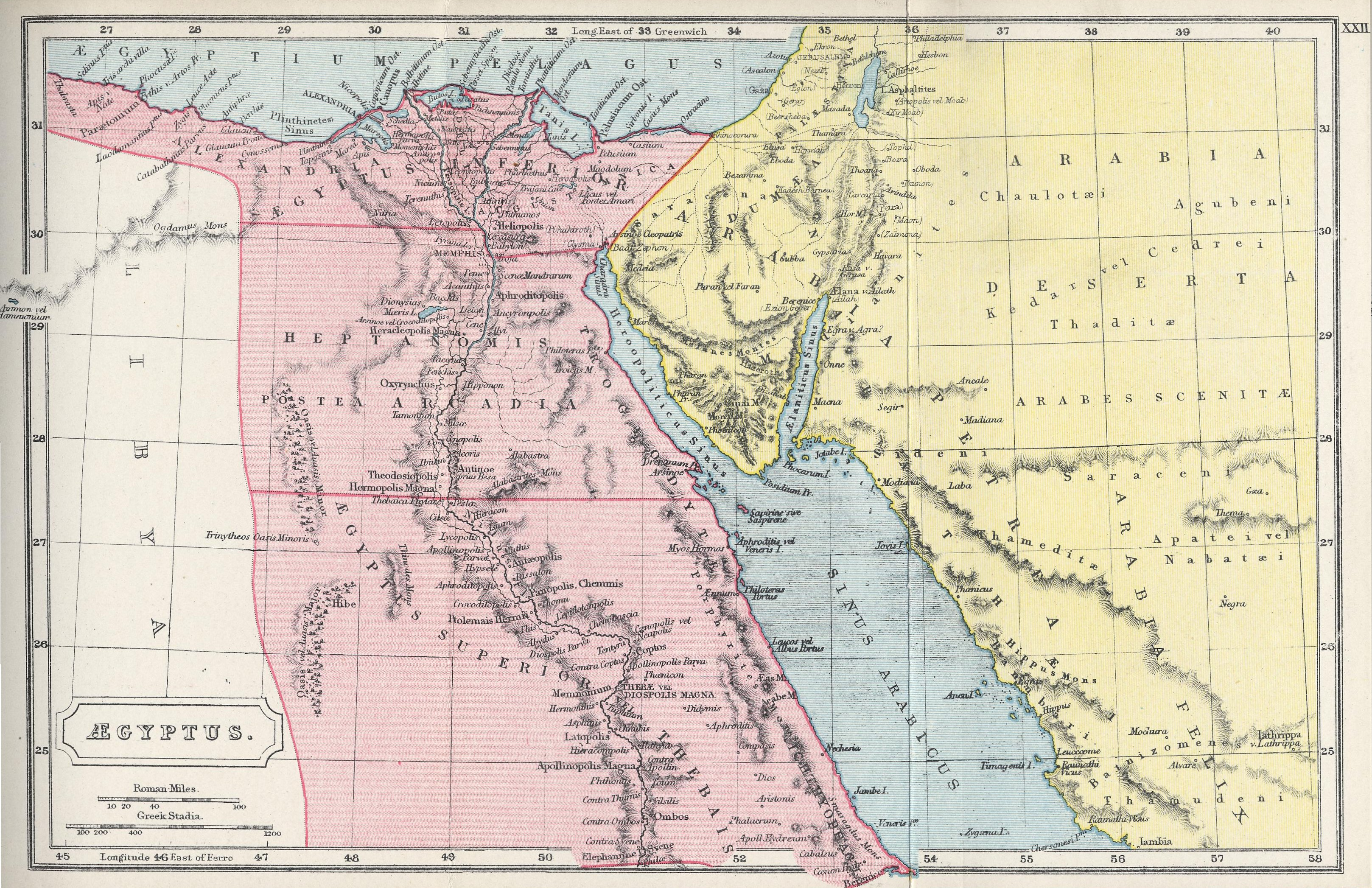
Die kaiserliche Provinz Ägypten

Hiberus war ein kaiserlicher Freigelassener, der möglicherweise ein Sklave der Antonia, Ehefrau des Drusus, gewesen ist. Er ersetzte kommissarisch die vakant gewordene Stelle des Präfekten und übte im Jahr 32 für einige Monate das Amt eines Vizepräfekten in der kaiserlichen Provinz Ägypten aus. Neben dem Hiberus wurde das Amt in seiner Geschichte nur noch einmal durch einen Freigelassenen und zwar von Marcus Aurelius Epagathus besetzt.